# تمرد فيكيكي عام 1959

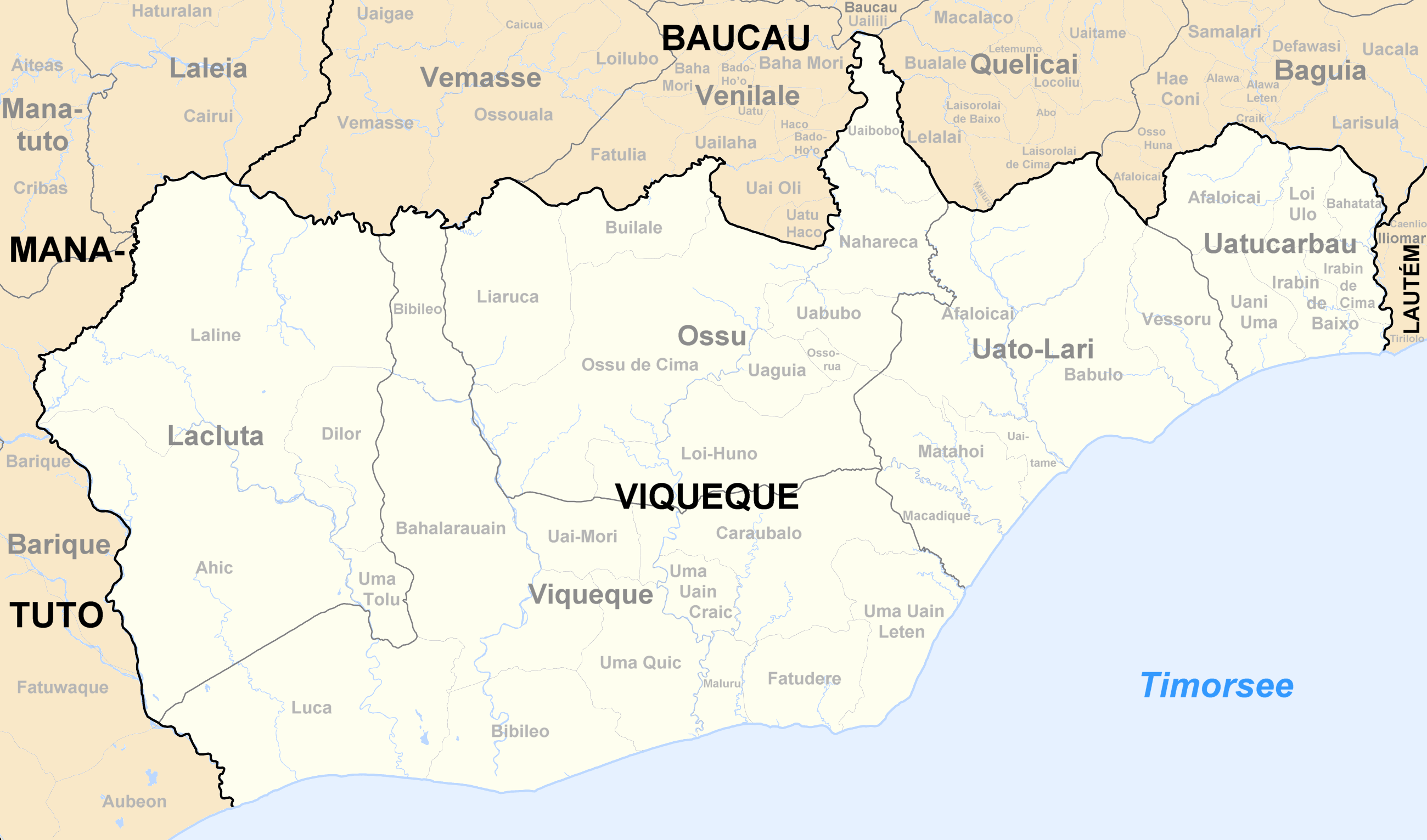

تمرد فيكيكي عام 1959 هو انتفاضة ضد الحكم البرتغالي في الجزء الجنوبي الشرقي من تيمور الشرقية. تركز هذا التمرد في المناطق النائية من يويتولاري ويويتوكاربو. وكان تمردًا ضد البرتغاليين المستعمرين، الذين كانوا يهيمنون على تيمور الشرقية منذ القرن السادس عشر. ولهذا التمرد أهمية في تاريخ تيمور الشرقية لأنه كان التمرد الوحيد الذي اندلع بعد الحرب العالمية الثانية. كانت هناك تكهنات وافتراضات حول منشأ التمرد لفترة طويلة، وهذا بسبب نقص المعلومات والبحوث وركزت هذه الافتراضات على العوامل الخارجية بشكل أكبر، مثل الدور الإندونيسي فيه. ولكن في العقد الماضي، أجريت المزيد من الأبحاث التي ساعدت في إلقاء الضوء على هذا الجزء من تاريخ تيمور الشرقية، وأبرزت أيضًا هيئة التيموريين الشرقيين لمشاركتهم في التمرد.

## الخلفية
خلال الحرب العالمية الثانية، انتشرت دول المحور المكونة من ألمانيا وإيطاليا في جميع أنحاء أوروبا، لكن البرتغال بقيت على الحياد فلم تصلها نار الحرب. كانت اليابان – من دول المحور أيضًا – تسبب القلق بين الحكومات الهولندية والبرتغالية والأسترالية في آسيا، حيث كانت تستولي على المستعمرات بسرعة في أجزاء من جنوب شرق آسيا. ومع ذلك، أراد الحاكم البرتغالي أن تظل تيمور الشرقية محايدة. ونتيجة لذلك، أرسل 400 جندي هولندي وأسترالي إلى تيمور الشرقية في تحدٍ لمطالب الحاكم البرتغالي بالبقاء على الحياد. نشر الأستراليون القوات لأنهم اعتبروا تيمور منطقة عازلة، وكان من الضروري ألا يستولي اليابانيون على تيمور. وسرعان ما وصل اليابانيون إلى ديلي، عاصمة تيمور الشرقية، في 19 فبراير 1942. حدثت هناك معركة عنيفة، كانت نتيجتها تمكن اليابانيين من السيطرة على الجزيرة بأكملها. وفي عام 1945، انتهت الحرب أخيرًا، مع استسلام اليابانيين والانسحاب من الجزيرة. كانت آثار الحرب مدمرة بالنسبة لتيمور الشرقية. إذ تعرضت ديلي وقرى أخرى لأضرار جسيمة بسبب قصف الحلفاء وقوات الاحتلال. وبالنسبة للتكلفة البشرية، «عانت تيمور البرتغالية أسوأ بكثير من أي دولة أخرى في جنوب شرق آسيا يحتلها اليابانيون». فرض اليابانيون العمل القسري والاستيلاء على محاصيل بشكل كامل، ما أدى إلى وفاة العديد من التيموريين بسبب المجاعة وأمراض أخرى.  باختصار، كانت تيمور الشرقية في حالة من الفوضى مع نهاية الحرب.

## السياق السياسي والاقتصادي (1945-1959)

### سياسيًا
على عكس أجزاء أخرى من جنوب شرق آسيا، لم يكن الاحتلال الياباني لتيمور الشرقية الشرارة التي أثارت القومية التيمورية. ولم يؤد هذا الاحتلال كذلك إلى قيام العديد من التيموريين بتنظيم حركات مناهضة للاستعمار أو التعاون مع اليابانيين لتحقيق الاستقلال بمجرد انتصار اليابانيين على الحلفاء. بينما في أجزاء أخرى من جنوب شرق آسيا، كان على المستعمرين أن يتعاملوا مع القادة والجماعات القومية التي تقاتل أو تتفاوض من أجل الاستقلال عنها كجزء من هذا التحول العالمي نحو إنهاء الاستعمار. في تيمور الشرقية، كان البرتغاليون يفعلون العكس، فحاولوا تثبيت نفوذهم أكثر. وبالتالي، أعيد إنتاج شكل استبدادي من الحكومة، وهو ما عكس شكل الحكومة الفاشية البرتغالية التي كانت في السلطة منذ عام 1930. وفي عام 1950، كجزء من رغبة البرتغال في إبراز صورة دولية مختلفة، لم تعد جميع المستعمرات البرتغالية بما في ذلك تيمور الشرقية تُسمى مستعمرات بل أصبحت «مقاطعات ما وراء البحار». لكن لم ينتج عن تغيير الاسم تخفيف النظام القمعي. وبقي الوضع مثل ما كان قبل الحرب، فالحاكم البرتغالي هو المسؤول عن تيمور، ولكن كان هناك أيضًا نظام هرمي تيموري سلطته في أيدي الليوراي (الزعيم).

### اقتصاديًا
كانت الحرب كارثة على اقتصاد تيمور الشرقية، وتدمرت البنية التحتية والمزارع. وما جعل الأمور أسوأ، أن الحرب في أوروبا أضعفت البرتغال اقتصاديًا. بالإضافة إلى ذلك، فإن مشروع مارشال، الذي كان عبارة عن برنامج مساعدة من الولايات المتحدة الأمريكية (يو إس إيه) لمساعدة الدول الأوروبية في إعادة بناء اقتصاداتها، لم يشمل البرتغال. وبما أن البرتغال كانت ما تزال دولة فاشية، ترددت دول أوروبا الغربية بالتعامل معها. كان على الحاكم في تيمور الاعتماد على العمل القسري التي نظمه الليوراي لإعادة بناء الطرق والمباني والجسور التي دُمرت، وذلك بسبب نقص التمويل من البرتغال وحقيقة أن التيموريين كانوا فقراء للغاية بشكل لا يسمح بفرض الضرائب عليهم. بشكل عام، منذ عام 1945 حتى عام 1959، أنفق البرتغاليون معظم الأموال التي خُصصت لهم لإعادة بناء العاصمة، وقُسم الباقي بين تطوير القطاع الداخلي والقطاع الزراعي. وقد شهد القطاع الزراعي تحسينات ساعدت على تجنب المجاعة. وفي عام 1952، وجه بعض التمويل الأموال أيضًا إلى المدرسة الأولى (المدرسة الإعدادية)، التي تأسست في ديلي، وبعد أربع سنوات مولت مدرسة مهنية أيضًا. باختصار، طور البرتغاليون اقتصاد تيمور الشرقية ببطء شديد.